# Dichopsammia granulosa
Dichopsammia granulosa is een rifkoralensoort uit de familie van de Dendrophylliidae. De wetenschappelijke naam van de soort is voor het eerst geldig gepubliceerd in 1994 door Song.